# Ніклас Гауптманн
Ніклас Гауптманн (нім. Niklas Hauptmann, нар. 27 червня 1996, Кельн, Німеччина) — німецький футболіст, півзахисник дрезденського «Динамо».

## Ігрова кар'єра
Ніклас Гауптманн є вихованцем дрезденського «Динамо». У травні 2018 року стало відомо, що з наступного сезону футболіст повернеться у своє рідне місто Кельн і приєднається до місцевого клубу «Кельн». Разом з тим Ніклас виступав за другу команду в Регіональній лізі.
Сезон 2020/21 Гауптманн провів в оренді в складі «Гольштайна», з яким посів третє місце у Другій Бундеслізі але в перехідному плей - оф поступився саме «Кельну». 
Перед початком сезону 2022/23 Гауптманн повернувся до дрезденського «Динамо», уклавши з клубом дворічний контракт.

## Досягнення
Динамо (Дрезден)
- Друге місце Ліга 3: 2024/25

## Особисте життя
Батько Нікласа - Ральф Гауптманн колишній професійний футболіст, виступав за «Кельн» і «Динамо» (Дрезден). Також провів чотири гри в складі національної збірної НДР. Молодший брат Нікласа Маріус також футболіст — вінгер клубу «Галлешер».